# 광양 지곡리 각비 고인돌군
광양 지곡리 각비 고인돌군은 대한민국 전라남도 광양시 봉강면에 있다. 2015년 2월 17일 광양시의 향토문화유산 제12호로 지정되었다.

## 개요
각비마을 입구의 마을 회관에서 북쪽으로 난 길을 따라 올라가면 부성제(父星齊)라는 제각과 마을 가옥 사이의 작은 밭에 총 39기의 지석묘가 밀집 분포하고 있다. 이곳은 야산에서 내려오는 남동사면부로 해발 35M 정도에 해당되며 산기슭과 인접해 있고 남쪽으로는 넓게 펼쳐진 지곡뜰과 서천이 흐르고 있다. 지석묘의 군집은 등고선 방향과 평행한 동-서 방향이고, 규모는 중·소형이 대부분 넓지 않은 면적에 밀집 분포 하고 있다. 특히, 21호 지석묘는 상석 표면에 19개의 성혈이 있다. 일부 지석묘의 경우 상석이 묻혀 있지만 원형이 거의 훼손되지 않은 상태로 잘 보존되어 있어 매우 중요한 유적이다.